# Hans Wilsdorf

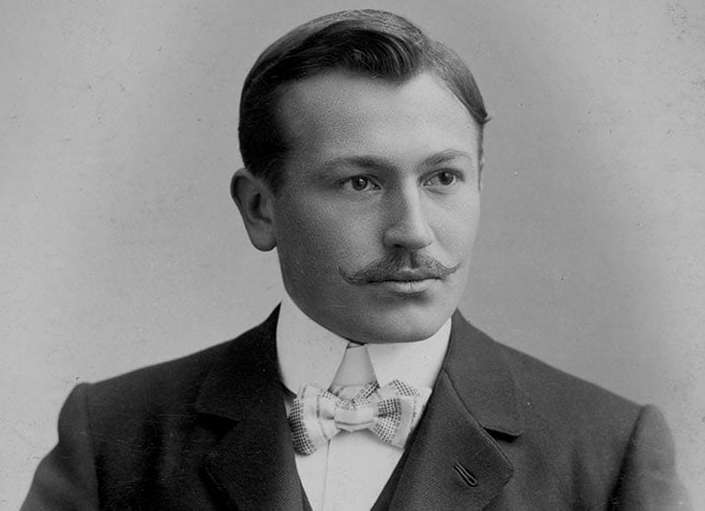
Hans Wilsdorf (1881–1960) gründete 1905 den heutigen Uhrenkonzern Rolex

Die fünfzackige Krone im Logo der Uhrenmarke Rolex entstand nach einer Idee von Hans Wilsdorf

Hans Eberhard Wilhelm Wilsdorf (* 22. März 1881 in Kulmbach; † 6. Juli 1960 in Genf) war ein deutscher Unternehmer und Gründer des Uhrenherstellers Rolex. Er gilt als Erfinder leistungsfähiger Armbanduhren sowie des Rotor-Selbstaufzugs für Armbanduhren und war der Erste, der das Markenzeichen auf das Zifferblatt drucken ließ.

## Leben (1881–1960)

### Herkunft und frühe Jahre (1881–1908)
Hans Wilsdorf wuchs mit seinen zwei Geschwistern Karl (* 1879) und Anna (* 1882) als Kinder in einer evangelisch geprägten Kaufmannsfamilie im fränkischen Kulmbach auf. Die Eltern Johann (1846–1893) und Anna Wilsdorf (geb. Maisel, 1855–1892) betrieben am Marktplatz in Kulmbach ein Eisenwarengeschäft, die heutige Eisenhandlung Heinlein.  Mit 12 Jahren wurde er zum Vollwaisen und kam in die Obhut seiner Onkel Andreas, Eberhardt und Hans Maisel (letztere waren die Gründer der Brauerei Gebr. Maisel in Bayreuth). Diese verkauften die Eisenwarenhandlung und schickten ihren Neffen auf das Internat der Herzoglichen Realschule Ernestinum nach Coburg. An Ostern 1897 verließ Wilsdorf im Alter von 16 Jahren die Schule aus der Sekunda und trat eine kaufmännische Lehre bei der Glasperlenfabrik Scharrer & Koch in Bayreuth an. Nach dem Abschluss der Lehre verließ er am 31. Dezember 1900 Bayreuth und volontierte bei einem Perlenhändler in Genf.
In Coburg hatte Wilsdorf einen jungen Schweizer kennengelernt, durch dessen Vermittlung er mit 19 Jahren nach La Chaux-de-Fonds kam, um dort im Uhren-Exportgeschäft von Cuno Kourten, für 80 Gulden im Monat, als Bürokaufmann und Fremdsprachenkorrespondent zu arbeiten. Nachdem er dort mit Erfolg bei Uhrmachermeistern Taschenuhren eingekauft hatte, für diese ein Ganggenauigkeitszeugnis vom Observatorium Neuenburg erhalten und sie dann nach Großbritannien exportiert hatte, beschloss er 1903, ins Heimatland seiner Ehefrau, das Vereinigte Königreich, auszuwandern und sich in London selbständig zu machen. Auf der Schiffsreise wurde dem 22-jährigen sein Erbteil in Form von 33.000 Deutschen Goldmark entwendet. Daher musste er auf eine finanzielle Anleihe seiner Geschwister zurückgreifen und seinen Schwager Alfred James Davis beteiligen.
Mit Davis gründete er im Jahr 1905 in London die Firma Wilsdorf & Davis Ltd. Das Unternehmen importierte Schweizer Uhrwerke von Jean Aegler nach Großbritannien und bot sie, nach der Endfertigung, dort als Schweizer Uhren von Wilsdorf & Davis an.

### Namensfindung
Anfang der 1900er-Jahre war es üblich, dass Uhren den Namen ihres Verkäufers und nicht den des Herstellers trugen. Wilsdorf wollte davon abweichen und stand vor der Herausforderung der Namenswahl für die Uhrenmodelle von Wilsdorf & Davis. Er entschied sich für Rolex.
Etymologisch ist die Wortherkunft für Rolex bis heute nicht geklärt. Historiker und Uhrensammler sind sich in der Herkunft und Bedeutung des Namens Rolex uneins. Die vielfach kolportierte Vermutung, der Name Rolex sei ein Akronym aus den englischen Wörtern Rolling Export (dt. „rollender Export“), konnte historisch nicht belegt werden. Es gibt für die Entstehung des Markennamens keine offiziellen Quellen, das Unternehmen Rolex selber schreibt auf seiner Homepage:

„Zitat: Ich (Hans Wilsdorf) versuchte, die Buchstaben des Alphabets in alle Richtungen zu kombinieren – mit dem Ergebnis, dass ich nach einiger Zeit Hunderte von Namen zur Verfügung hatte, aber mit keinem wirklich zufrieden war. Eines Morgens, ich saß gerade auf dem Oberdeck des Pferdeomnibusses, der die Cheapside in der City of London entlangfuhr, flüsterte mir ein guter Geist zu: ROLEX“

Am 2. Juli 1908 ließ Hans Wilsdorf den Markennamen ROLEX als Handelsmarke eintragen.

### Verlegung des Unternehmens in die Schweiz
Um die hohen Einfuhrzölle von 33,3 % des Warenwerts während des Ersten Weltkriegs zu umgehen, zahlte Wilsdorf seinen Partner Davis aus und verlegte 1915 den Firmensitz von London nach Biel in der Schweiz, woher die Uhrwerke kamen. Am 17. Januar 1920 wurde Hans Wilsdorf alleiniger Inhaber der nun im Schweizer Handelsregister eingetragenen Montres Rolex S.A. Die Uhrwerke wurden in Biel hergestellt, die Endmontage erfolgte in Genf.

### Marketing-Erfolg (1927)

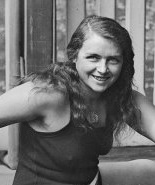
Beim Versuch, den Ärmelkanal zu durchqueren, trug Mercedes Gleitze 1927 eine Rolex Oyster

1926 stellte Rolex der Öffentlichkeit die weltweit erste patentierte wasserdichte Uhr unter dem Namen „Oyster“ vor. Die 26-jährige Schwimmerin Mercedes Gleitze unternahm am 7. Oktober 1927 als erste Engländerin den Versuch, den Ärmelkanal zu durchschwimmen. Wilsdorf erkannte die Chance, seine neue Uhr einer breiten Öffentlichkeit bekannt zu machen. Er schenkte Gleitze eine Oyster-Uhr, unter der Bedingung, diese bei der Kanaldurchquerung zu tragen, um so der ganzen Welt die technische Qualität seiner Uhren beweisen. Gleitze stimmte zu, ihr Versuch scheiterte aufgrund der widrigen Witterungsverhältnisse aber knapp vor dem Erreichen der französischen Küste. Die Rolex Oyster, die Gleitze beim Schwimmen um den Hals trug, überstand die Salzwasser-Einwirkungen problemlos und lief nach acht Stunden im kalten Wasser noch genau. Für Hans Wilsdorf war die versuchte Kanaldurchquerung daher ein Triumph, und er lancierte am 24. November 1927 für 4.000 Pfund eine Werbeanzeige auf der Titelseite der Londoner Tageszeitung Daily Mail. Mit dieser Werbekampagne wurde die Uhrenmarke Rolex international bekannt.

### Zweiter Weltkrieg, Nachkriegszeit und Tod
Als bekannt wurde, dass im Zweiten Weltkrieg deutsche Offiziere britischen Kriegsgefangenen deren Rolex-Uhren abnahmen, ordnete Wilsdorf an, dass jeder britische Soldat, der sich eine solche Uhr anschaffen wollte, diese erst nach Rückkehr aus dem Krieg bezahlen musste. Dies galt insbesondere für Kriegsgefangene, deren Aufträge Rolex sogar in Gefangenenlager bestätigte und auslieferte.
Nach dem Tod seiner ersten Frau Florence Frances May Wilsdorf-Crotty, die am 26. April 1944 verstarb, gründete Wilsdorf 1945 eine gemeinnützige Stiftung unter dem Namen Fondation Hans Wilsdorf (Hans Wilsdorf Stiftung).
Am 19. September 1959 gab Wilsdorf sein erstes und einziges Fernsehinterview. Er starb am 6. Juli 1960 im Alter von 79 Jahren auf seinem Sommersitz Escale-Fleurie in Genf. Wilsdorf war zweimal verheiratet, beide Ehen blieben kinderlos. Er hinterließ ein Millionenvermögen und die 100 % Eigentumsrechte an der ROLEX S.A.

## Ehrungen
In Genf trägt die Hans-Wilsdorf-Brücke seinen Namen. In Kulmbach existiert die Hans-Wilsdorf-Berufsschule, für die 1983 die Firma Rolex die Patenschaft übernahm.